# Antonio Cajamarca Mendoza
José Antonio Cajamarca Mendoza (Guayaquil, 1941 - 29 de marzo de 2012), más conocido como Toñito Jr., fue un actor cómico ecuatoriano que encarnó al Maestro Lechuga del programa humorístico La Escuelita Cómica.

## Biografía
Nació en 1941 en la ciudad de Guayaquil y creció en el barrio de Pedro Pablo Gómez y Lorenzo de Garaycoa. Fue el primer hijo de una familia de artistas, siendo su padre el monologuista Antonio Cajamarca Yánez más conocido en el mundo artístico como "Toñito Pajarito", su madre Margoth Mendoza Barahona conocida como "Tontina", sus hermanos Simón Cajamarca Mendoza, Jorge Cajamarca Alarcón, Walter Cajamarca Alarcón y Mercedes Cajamarca Mendoza; quien tuvo una larga trayectoria en canal 2 Ecuavisa, participando en series y novelas de ese canal.
Trabajó a los 8 años de edad, actuando para circos extranjeros como el payaso Yoyito y a los 15 años abandonó el colegio para ir de gira con sus padres, presentándose en circos por Centro y Sudamérica. En 1960 regresan a Ecuador y 1964 crearon el programa de humor La Escuelita Cómica del Maestro Lechuga conformado por sus padres y su hermano, se estrenó en la estación de radio llamada CRE. Toñito Jr. dio vida al personaje del Maestro Lechuga. El Clan Cajamarca como se la conoció a la familia, se trasladaron a la extinta radio Mambo junto con La Escuelita Cómica en 1965 y en 1968 llegan con el programa cómico a la televisión, pasando por Tele-Dos actualmente Ecuavisa, Telecuatro actualmente Red Telesistema y en el espacio Kinderland de Canal 10 actualmente TC Televisión hasta 1978. También hizo presentaciones en fiestas infantiles y pasó por las emisoras de radio Atalaya, Cóndor, América, Tarqui, Gran Colombia y finalmente en radio Cristal.
Estaba casado con Grease Ochoa Reyes, con quien compartió gran tiempo de su vida artística, lamentablemente ella falleció a los 49 años de edad, dejándolo viudo y con sus tres hijos a cargo, Verónica, David y María Fernanda. Falleció a la edad de 71 años, de un infarto al corazón el 29 de marzo de 2012 a las cinco de la tarde mientras estaba en el taller donde reparaban su vehículo. El mecánico del taller avisó por teléfono lo sucedido a Marilú Moreira, pareja del difunto. Su hija Verónica Cajamarca, cuenta que su padre era cardíaco, pero que estaba controlado, por lo que nadie se esperaba de un infarto.